# 彭安妃
彭安妃（？—1554年），名失考，明朝明世宗朱厚熜之妃。

## 生平
彭氏出生及入宮時間均不詳。嘉靖三十三年（1554年）三月十八日，「未封妃」彭氏薨逝，追封為安妃，喪葬如例。根據《太常續考》的記載，彭安妃與包宜妃、陳靜妃、何睦妃、王麗妃、褚晏妃、張常妃、王莊妃、高和妃於金山合葬同一墓，葬地位於西山紅石口。《武安縣志》稱武安縣恭順里龐公性格樂善好施，又虔誠地供奉着地藏菩薩。一天夜裡，他夢見神明對他說：「汝生女當貴。」後來果然生了一個女兒，端莊沉靜，在嘉靖二十二年被選入宮，冊封為「安喜妃」，其子龐縉被授予錦衣衛千戶之職。由於「龐」、「彭」讀音相近，疑此安喜妃龐氏即為安妃彭氏。